# Кандидов, Борис Павлович
Борис Павлович Кандидов (1902 — 1953) — один из видных «антирелигиозников» в СССР, автор многих работ по истории Русской Церкви.

## Биография
Родился в 1902 году в семье П. П. Кандидова.
Во время Гражданской войны служил в Наркомате юстиции, где занимался вопросами административного контроля за деятельностью Церкви.
В 1923 году организовал антирелигиозную выставку в помещении Московской военно-инженерной школы, которая в 1929 году стала основой Центрального антирелигиозного музея в Москве.
В 1930-е годы опубликовал большое число статей по атеистической и антицерковной тематике.
Осенью 1939 года, после присоединения Западной Украины к СССР, выступил за немедленное проведение антицерковной кампании на её территории, что, однако, не было одобрено выше — был раскритикован за «перегиб», его статьи перестали публиковать.
Во время Великой Отечественной войны был лектором в Сибири, Поволжье, на Урале.
В 1945 году выступил против смягчения политики по отношению к Церкви. Обращался с письмом к секретарю ЦК ВКП(б) А. А. Жданову с предложением вновь развернуть антирелигиозную кампанию, направил в Управление пропаганды и агитации ЦК ВКП(б) докладную записку, в которой оценивал деятельность Русской Церкви в годы войны как «саморекламу и обман». В официальном отзыве на записку было указано, что он «живет старыми взглядами». Его работа как лектора была резко раскритикована в газете «Правда», после чего он был отстранён от пропагандистской работы.
В конце 1940-х годов выступал как рецензент книг на антицерковную тематику.
Умер в 1953 году.

## Оценки
Указывая на тесный союз церкви и самодержавия, рассматривал религию как важный элемент политики правящего класса, направленной на отвлечение трудящихся от реальной борьбы за свои права и свободы. Особый интерес могут представлять его работы, посвященные позиции Русской церкви в период первой мировой войны и революции в России.— Атеистический словарь, 1985 год

Автор ряда исследований, посвященных «разоблачению реакционной деятельности церковников» в период революции и гражданской войны. В его работах иногда содержались ценные документальные материалы, отсутствующие в др. источниках. Как пропагандист атеизма занимал крайние позиции, боролся против «примиренческого отношения к поповщине».— Православная энциклопедия, 2017 год

## Сочинения
- Церковь и 1905 г. М., 1926;
- Обоготворение дома Романовых. М., 1927;
- Церковный фронт в годы мировой войны. М., 1927;
- Крестом и нагайкой: (Почаевская лавра и черносотенное движение). М., 1928;
- Легенда о Христе в классовой борьбе. М., 1928;
- Религия в царской армии. М., 1928;
- Монастыри-музеи и антирелигиозная пропаганда. М., 1929;
- Церковь и Октябрьская революция. М., 1929;
- Религиозная контрреволюция 1918—1920 гг. и интервенция: (Очерки и мат-лы). М., 1930;
- Религиозная травля в Польше. М., 1930;
- Церковно-белогвардейский Собор в г. Ставрополе в мае 1919 г.: Мат-лы по вопросу организации церк. контрреволюции в годы гражданской войны. М., 1930;
- Церковь и контрразведка: Контрреволюционная и террористическая деятельность церковников на юге в годы гражданской войны. М., 1930;
- Церковь и московское восстание 1905 г. М., 1930;
- Вредительство, интервенция и церковь. М., 1931;
- Кого спасал храм Христа-Спасителя. М.; Л., 1931;
- Меньшевики и поповщина в борьбе против Октябрьской революции: (Очерки). М.; Л., 1931;
- Октябрьские бои в Москве и церковь. М., 1931;
- Церковь и Врангель. Х., 1931;
- Церковь и гражданская война на юге. М., 1931;
- Голод 1921 г. и церковь. М.; Л., 1932;
- Японская интервенция в Сибири и церковь. М., 1932;
- Империалистическая война и религия. М., 1933;
- Церковь и Февральская революция: Классовая позиция Православной церкви в период февр.-авг. 1917 г.: Мат-лы и очерки. М., 1934;
- Церковь и шпионаж: О некоторых фактах контрреволюционной и шпионской деятельности религиозных организаций. М., 1937;
- Церковная агентура польских панов // Антирелигиозник. 1937. № 10. С. 14-28.